# The Dangers in My Heart
The Dangers in My Heart (僕の心のヤバイやつ?, Boku no kokoro no yabai yatsu) è un manga scritto e disegnato da Norio Sakurai, serializzato sulla rivista Weekly Shōnen Champion di Akita Shoten a partire dall'8 marzo 2018, per poi essere spostato su Champion Cross e infine su Manga Cross, dove è tuttora in corso. Un adattamento anime prodotto da Shin-Ei Animation è stato trasmesso in Giappone dal 1º aprile al 17 giugno 2023. Una seconda stagione è stata trasmessa dal 6 gennaio al 30 marzo 2024.

## Trama
Ambientata a Meguro, zona di Tokyo, si tratta di una commedia romantica che racconta la storia d'amore tra Kyotaro Ichikawa, un giovane ragazzo dal carattere negativo, e Anna Yamada, una bella ragazza estroversa dal carattere positivo.
Kyotaro Ichikawa è uno studente del secondo anno delle medie (equivalente per età alla nostra terza media) introverso e antisociale, che soffre di chūnibyō. Passa le sue giornate a leggere un'enciclopedia riguardante gli omicidi e a fantasticare su come uccidere i compagni di classe. Il suo obiettivo principale è la modella della classe Anna Yamada, da cui crede di essere deriso e disprezzato.
Un giorno scopre Anna portare del cibo di nascosto in biblioteca per mangiarlo. Osservandola scopre quanto Anna sia eccentrica e le sue parole e azioni siano lontane dall'immaginario di una ragazza perfetta. Sente di non porterla lasciare sola, ma non ne conosce il motivo e ne è infastidito. Anche Anna diventa sempre più amichevole nei confronti del ragazzo, impressionata dalla sua gentilezza e da quanto sia premuroso.
Poco dopo si verifica un incidente durante una lezione di educazione fisica in cui Anna rimane ferita al naso ed inizia a piangere per l'infortunio, che potrebbe essere fatale per la sua carriera da modella e aspirante attrice. Anche Kyotaro piange senza rendersene conto e realizza di essersi innamorato di lei.
Anna gradualmente si interessa a Kyotaro, interagendo con lui anche in pubblico e iniziando a cercarlo in ogni occasione. Arriva anche a prestargli il suo manga preferito, usandolo come scusa per uscire insieme.
I due iniziano così ad approfondire il loro rapporto, mentre Kyotaro abbandona i suoi istinti omicidi e si apre anche agli altri compagni di classe.

## Personaggi

### Protagonisti
Kyotaro Ichikawa (市川 京太郎?, Ichikawa Kyōtarō)
Doppiato da: Shun Horie (ed. giapponese), Simone Lupinacci (ed. italiana)
Anna Yamada (山田 杏奈?, Yamada Anna)
Doppiata da: Hina Yōmiya (ed. giapponese), Elisa Giorgio (ed. italiana)

### Compagni di scuola
Chihiro Kobayashi (小林 ちひろ?, Kobayashi Chihiro)
Doppiata da: Ayaka Asai (ed. giapponese), Laura Cherubelli (ed. italiana)
Moeko Sekine (関根 萌子?, Sekine Moeko)
Doppiata da: Megumi Han (ed. giapponese), Giulia Maniglio (ed. italiana)
Serina Yoshida (吉田 芹那?, Yoshida Serina)
Doppiata da: Atsumi Tanezaki (ed. giapponese), Chiara Leoncini (ed. italiana)
Shō Adachi (足立 翔?, Adachi Shō)
Doppiato da: Nobuhiko Okamoto (ed. giapponese), Marco Briglione (ed. italiana)
Kenta Kanzaki (神崎 健太?, Kanzaki Kenta)
Doppiato da: Gen Satō (ed. giapponese), Sebastiano Tamburini (ed. italiana)
Chikara Ōta (太田 力?, Ōta Chikara)
Doppiato da: Jun Fukushima (ed. giapponese), Andrea Rotolo (ed. italiana)
Honoka Hara (原 穂乃香?, Hara Honoka)
Doppiata da: Aki Toyosaki (ed. giapponese), Erica Laiolo (ed. italiana)
Haruya Nanjō (南条 ハルヤ?, Nanjō Haruya)
Doppiato da: Nobunaga Shimazaki (ed. giapponese), Andrea Colombo Giardinelli (ed. italiana)

### Parenti
Madre di Yamada (山田母?, Yamada Haha)
Doppiata da: Yūko Minaguchi (ed. giapponese), Luisa Ziliotto (st.1), Marisa Della Pasqua (st.2) (ed. italiana)
Madre di Ichikawa (市川母?, Ichikawa Haha)
Doppiata da: Chinami Nishimura (ed. giapponese), Renata Bertolas (ed. italiana)
Kana Ichikawa (市川 香菜?, Ichikawa Kana)
Doppiata da: Yukari Tamura (ed. giapponese), Martina Felli (ed. italiana)

## Media

### Manga
La serie è scritta e disegnata da Norio Sakurai. Ha iniziato la serializzazione sulla rivista Weekly Shōnen Champion della casa editrice Akita Shoten l'8 marzo 2018. Il 10 aprile 2018, la serie è stata trasferita sulla testata online Champion Cross. Il 10 luglio 2018, Akita Shoten ha unito Champion Cross con il loro sito web dedicato ai manga appena creato, Manga Cross, e da allora la serie continua su tale piattaforma. I capitoli vengono raccolti in formato tankōbon a partire dal 7 dicembre 2018; al 6 giugno 2025 i volumi totali ammontano a 12.
Una serie spin-off ad opera dello stesso autore e intitolata Boku no kokoro no yabai yatsu: Twi-Yaba (僕の心のヤバイやつ ツイヤバ?) viene pubblicata su Twitter e Amazon Kindle a partire dal 2021. La serie è una raccolta di brevi storie secondarie.
In Italia la serie principale è stata annunciata durante il Napoli Comicon 2023 da Edizioni BD che la pubblica sotto l'etichetta J-Pop a partire dall'8 novembre 2023. La traduzione dei testi è curata da Alessandro Colombo.

#### Volumi
| 1  | 7 dicembre 2018 | ISBN 978-4-253-22615-8                                                      | 8 novembre 2023  | ISBN 978-88-349-1323-9 (ed. regolare) ISBN 978-88-349-2481-5 (ed. variant) |
| 1  | Capitoli - 1. Sono stato rapito (僕は奪われた?, Boku wa ubawareta) - 2. Mi sono infuriato (僕は憤怒した?, Boku wa funnu shita) - 3. Ho combinato (僕はお膳立てした?, Boku wa ozendate shita) - 4. Ho consegnato (僕は渡した?, Boku wa watashita) - 5. Ho incontrato (僕は遭遇した?, Boku wa sōgū shita) - 6. Non voglio (僕は嫌だ?, Boku wa iya da) - 7. Ho mescolato (僕は練りに練った?, Boku wa neri ni netta) - 8. Sto ribollendo (僕は沸騰した?, Boku wa futtō shita) - 9. Ho dato rifugio (僕は匿った?, Boku wa kakumatta) - 10. Sono morto (僕は死んだ?, Boku wa shinda) - 11. Ho superato (僕は突破した?, Boku wa toppa shita) - 12. Non riesco a dormire (僕は眠れない?, Boku wa nemurenai) - 13. Sono avanzato (僕は捗った?, Boku wa hakadotta) - 14. Non posso fare nulla (僕は何もできない?, Boku wa nanimo dekinai) - 15. Voglio abbracciarla (僕は抱きしめたい?, Boku wa dakishimetai) - Extra. Distanza a bordo piscina (水辺の距離?, Mizube no kyori) |                                                                             |                  |                                                                            |
| 2  | 6 settembre 2019 | ISBN 978-4-253-22616-5                                                      | 6 dicembre 2023  | ISBN 978-88-349-1363-5                                                     |
| 2  | Capitoli - 16. Ho una malattia del cuore (僕は心の病?, Boku wa kokoro no yamai) - 17. Ho ceduto (僕は譲った?, Boku wa yuzutta) - 18. Ho partecipato di buon grado (僕は奮って参加した?, Boku wa furutte sanka shita) - 19. Ho incontrato per caso di nuovo (僕は再び遭遇した?, Boku wa futatabi sōgū shita) - 20. Ho difeso (僕は弁護した?, Boku wa bengo shita) - 21. Ho lasciato stare (僕はそっとしておいた?, Boku wa sotto shite oita) - 22. Mi sono infradiciato (僕はずぶ濡れた?, Boku wa zubu nureta) - 23. Ho ascoltato storie d'amore (僕は恋バナを聞いた?, Boku wa koibana o kiita) - 24. Non vengo scelto (僕は選ばれない?, Boku wa erabarenai) - 25. Ho finto calma (僕は平静を装った?, Boku wa heisei o yosōtta) - 26. Ho sigillato (僕は封じた?, Boku wa fūjita) - 27. Ci siamo separati (僕らははぐれた?, Bokura wa hagureta) - 28. Mi godo la scuola (僕は学校が楽しい?, Boku wa gakkō ga tanoshii) - 29. I confini del piacere (僕の「好き」の境目?, Boku wa "suki" no sakaime) - 30. Ho fatto sciogliere (僕は溶かした?, Boku wa tokashita) - Extra 1. Cioccolato e menta (チョコとミント?, Choko to Minto) - Extra 2. Sentimenti profondi (染みこむ気持ち?, Shimikomu kimochi)                                                                                              |                                                                             |                  |                                                                            |
| 3  | 8 giugno 2020 | ISBN 978-4-25-322617-2 (ed. regolare) ISBN 978-4-25-322618-9 (ed. limitata) | 14 febbraio 2024 | ISBN 978-88-349-2430-3                                                     |
| 3  | Capitoli - 31. Io uso Line (僕はLINEをやっている?, Boku wa Rain o yatteiru) - 32. Non riesco a stare lontano (僕は距離をとれない?, Boku wa kyori o torenai) - 33. Ho fatto uno scambio (僕は入れ替わってる?, Boku wa irekawatteru) - 34. Ho ascoltato attentamente (僕は視聴した?, Boku wa shichō shita) - 35. Ho aiutato nello studio (僕は勉強を教える?, Boku wa benkyō o oshieru) - 36. Non somiglio a mia madre (僕は母親と似ていない?, Boku wa hahaoya to niteinai) - 37. Ho provato il contatto fisico (僕は接触を試みた?, Boku wa sesshoku o kokoromita) - 38. Mi sono infradiciato (僕はホントにずぶ濡れた?, Boku wa honto ni zubu nureta) - 39. Ho fatto un sogno (僕は夢を見た?, Boku wa yume o mita) - 40. Ho aiutato a far pratica (僕は練習台になった?, Boku wa renshūdai ni natta) - 41. Non riesco a vedere (僕は見えない?, Boku wa mienai) - 42. Sono stato usato (僕は利用された?, Boku wa riyō sareta) - 43. Io odio Yamada (僕は山田が嫌い?, Boku wa Yamada ga kirai) - 44. Noi usiamo Line (僕らはLINEをやっている?, Bokura wa Rain o yatteiru) - Extra 1. L'esper oscuro (闇の能力者?, Yami no nōryokusha) - Extra 2. Mi sono fatto misurare l'altezza (身長測ってもらった?, Shinchō hakattemoratta) - Extra 3. Fragole e bavarese (イチゴとババロア?, Ichigo to Babaroa) |                                                                             |                  |                                                                            |
| 4  | 8 febbraio 2021 | ISBN 978-4-25-322619-6 (ed. regolare) ISBN 978-4-25-322620-2 (ed. limitata) | 3 aprile 2024    | ISBN 978-88-349-2549-2                                                     |
| 4  | Capitoli - 45. Sono andato a un appuntamento (僕は待ち合わせをした?, Boku wa machiawase o shita) - 46. Sono stato trascinato (僕は連行された?, Boku wa renkō sareta) - 47. Non so dire "carino" (僕は可愛いが言えない?, Boku wa kawaii ga ienai) - 48. Abbiamo passeggiato con calma (僕らはゆっくり歩いた?, Bokura wa yukkuri aruita) - 49. Mi sento da schifo (僕はモヤモヤする?, Boku wa moyamoya suru) - 50. Ho il morale alle stelle (僕は高揚している?, Boku wa kōyō shiteiru) - 51. Per me è difficile (僕には難しい?, Boku wa muzukashii) - 52. Ci somgiliamo un po' (僕らは少し似ている?, Bokura wa sukoshi niteiru) - 53. Voglio sentire la tua voce (僕は声が聞きたい?, Boku wa koe ga kikitai) - 54. Sono andato a pregare (僕は参拝した?, Boku wa sanbai shita) - 55. Sono stato scoperto (僕は開示された?, Boku wa kaiji sareta) - 56. Sono stato indagato (僕は探られた?, Boku wa sagurareta) - 57. Vorrei che tu mi conoscessi (僕は僕を知ってほしい?, Boku wa boku o shittehoshii) - Extra. Il mio presente e il mio passato (僕の今昔物語?, Boku no konjaku monogatari) |                                                                             |                  |                                                                            |
| 5  | 8 luglio 2021 | ISBN 978-4-25-322667-7 (ed. regolare) ISBN 978-4-25-322666-0 (ed. limitata) | 5 giugno 2024    | ISBN 978-88-349-2698-7                                                     |
| 5  | Capitoli - 58. Voglio fare affidamento (僕は頼りたい?, Boku wa tayoritai) - 59. Sono stato scoperto (僕はバラしてしまった?, Boku wa barashite shimatta) - 60. E dire che mi stavo divertendo (僕は楽しいのに?, Boku wa tanoshii noni) - 61. Noi abbiamo cercato (僕らは探している?, Bokura wa sagashiteiru) - 62. Ho fatto un bagno (僕はお風呂をいただいた?, Boku wa ofuro o itadaita) - 63. Sono intervenuto (僕は受け止めた?, Boku wa uketometa) - 64. Noi siamo adulti (僕らは大人じゃない?, Bokura wa otona janai) - 65. Presto sarò adulto (僕は大人のなりかけ?, Boku wa otona no narinake) - 66. Sono stato lanciato (僕は投げられた?, Boku wa nagerareta) - 67. Non riesco a guardarla negli occhi (僕は直視できない?, Boku wa chokushi dekinai) - 68. Sono stato invitato (僕は誘われた?, Boku wa sasowareta) - 69. Voglio crederci (僕は信じてみたい?, Boku wa shinjitemitai) - 70. Ho assaggiato (僕は試食した?, Boku wa shishoku shita) - 71. Io e Yamada (僕は山田と?, Boku wa Yamada to) - Extra. Che fine ha fatto la tuta? (ジャージの行方?, Jāji no yukue) |                                                                             |                  |                                                                            |
| 6  | 7 gennaio 2022 | ISBN 978-4-25-322669-1 (ed. regolare) ISBN 978-4-25-322668-4 (ed. limitata) | 21 agosto 2024   | ISBN 978-88-349-2746-5                                                     |
| 6  | Capitoli - 72. Ho ricevuto del cioccolato (僕はチョコをもらった?, Boku wa Chokko o moratta) - 73. Ho regalato del cioccolato (僕はチョコをあげた?, Boku wa Chokko o ageta) - 74. Yamada, nei miei confronti (山田は僕を?, Yamada wa boku o) - 75. Come voglio vivere? (僕はどう生きるか?, Boku wa dō ikiru ka) - 76. Invito dopo la scuola (僕は放課後誘った?, Boku wa hōkago sasotta) - 77. Visita a sorpresa (僕は突撃訪問した?, Boku wa totsugeki hōmon shita) - 78. Io voglio sapere (僕は知りたい?, Boku wa shiritai) - 79. Sono in modalità studio (僕は学びモード?, Boku wa manabi Mōdo) - 80. Solo un gioco (僕はおままごと?, Boku wa omamagoto) - 81. Mi sono intromesso (僕はお邪魔した?, Boku wa ojama shita) - 82. Prove generali (僕はリハーサル中?, Boku wa rihāsaru-chū) - 83. Sono pronto (僕は準備万端?, Boku wa junbibantan) - 84. Andrà tutto bene (僕は大丈夫?, Boku wa daijōbu) - 85. Io piaccio a Yamada (山田は僕が好き?, Yamada wa boku ga suki) |                                                                             |                  |                                                                            |
| 7  | 8 agosto 2022 | ISBN 978-4-253-22684-4 (ed. regolare) ISBN 978-4-253-22670-7 (ed. limitata) | 2 ottobre 2024   | ISBN 978-88-349-2977-3                                                     |
| 7  | Capitoli - 86. Io faccio schifo (僕はキモい?, Boku wa kimoi) - 87. Doppio appuntamento (僕はダブルデートする?, Boku wa Daburu Dēto suru) - 88. Cosa sto dicendo? (僕は何を言っているのか?, Boku wa nani wo itteiru no ka) - 89. Sono traboccante (僕は溢れ出る?, Boku wa afurederu) - 90. Situazione complicata (僕はややこしい?, Boku wa yayakoshii) - 91. Abbiamo fatto canestro (僕らはゴールした?, Bokura wa Gōru shita) - 92. Sono nato (僕は生まれた?, Boku wa umareta) - 93. Oggi sono il protagonista (僕は本日の主役?, Boku wa honjitsu no shuyaku) - 94. Ho fatto le ore piccole (僕らは夜更かしした?, Bokura wa yofukashi shita) - 95. Ci abbiamo riflettuto (僕らは反省した?, Bokura wa hansei shita) - 96. Mi sento in colpa (僕は後ろめたい?, Boku wa ushirometai) - 97. Sono solo preoccupato (僕はただ心配?, Boku wa tada shinpai) - 98. Abbiamo dichiarato (僕らは表明した?, Bokura wa hyōmei shita) - 99. Abbiamo promesso (僕らは約束した?, Bokura wa yakusoku shita) - Extra. Angosce della sera prima (前夜の懊悩?, Zenya no ōnō) |                                                                             |                  |                                                                            |
| 8  | 8 marzo 2023 | ISBN 978-4-253-22685-1 (ed. regolare) ISBN 978-4-253-22967-8 (ed. limitata) | 18 dicembre 2024 | ISBN 978-88-349-3107-3                                                     |
| 8  | Capitoli - 100. Il mio piccolo mondo adorato (僕の愛しき狭い世界?, Boku no itoshiki semai sekai) - 101. Voglio avvicinarmi a Yamada (僕は山田に近づきたい?, Boku wa Yamada ni chikadzukitai) - 102. Sono un estraneo (僕は他人?, Boku wa tanin) - 103. Ho avuto un flashback (僕は回想した?, Boku wa kaisō shita) - 104. A me piace di più (僕の方が好きだ?, Boku no kata ga sukida) - 105. Solo un gioco (僕は負けたくない?, Boku wa maketakunai) - 106. Abbiamo perso entrambi (僕らは負けている?, Bokura wa makete iru) - 107. Non vedo l'ora (僕は楽しみ?, Boku wa tanoshimi) - 108. Non me ne sono accorto (僕は気が付かない?, Boku wa kigatsukanai) - 109. Me ne sono accorto (僕は気が付いた?, Boku wa kigatsuita) - 110. Voglio dirle ciò che provo (僕は伝えたい?, Boku wa tsutaetai) - 111. Il mio cuore innamorato (lui) (僕の恋心?, Boku no koigokoro) - 112. Voglio dirgli ciò che penso (私は伝えたい?, Watashi wa tsutaetai) - 113. Il mio cuore innamorato (lei) (私の恋心?, Watashi no koigokoro) - Extra 1. Come se la passa Adachi (足立くんが補足してくれる回?, Adachi-kun ga hosoku shite kureru kai) - Extra 2. Quella volta che mostrai al mondo il mio tesoro (宝物を世界に見せびらかす回?, Takaramono o sekai ni misebirakasu kai)                                    |                                                                             |                  |                                                                            |
| 9  | 8 novembre 2023 | ISBN 978-4-253-22969-2 (ed. regolare) ISBN 978-4-253-22968-5 (ed. limitata) | 5 marzo 2025     | ISBN 978-88-349-3232-2                                                     |
| 9  | Capitoli - 114. Noi stiamo insieme (僕らは付き合っている?, Bokura wa tsukiatte iru) - 115. Voglio svelarlo (僕は打ち明けたい?, Boku wa uchiaketai) - 116. Ho chiesto il permesso (僕は許しを乞う?, Boku wa yurushi o kou) - 117. Voglio andare avanti (僕も前に進みたい?, Boku mo mae ni susumitai) - 118. Ho eretto un muro (僕は壁を作っていた?, Boku wa kabe o tsukutte ita) - 119. Siamo andati a un concerto (僕らはライブに行った?, Bokura wa Raibu ni itta) - 120. Ci siamo ubriacati (僕らは酔っている?, Bokura wa yotte iru) - 121. Non sono ancora consapevole (僕は自覚が足りない?, Boku wa jikaku ga tarinai) - 122. Non sono ancora pronto (僕は覚悟が足りない?, Boku wa kakugo ga tarinai) - 123. Voglio ascoltare (僕は聞きたい?, Boku wa kikitai) - 124. Sto studiando (僕は勉強中?, Boku wa benkyō-chū) - 125. Facciamo i baby sitter (僕らは育児する?, Bokura wa ikuji suru) - 126. Mi lamento (僕は弱音を吐く?, Boku wa yowane wo haku) - 127. Noi andiamo avanti (僕らは続く?, Bokura wa tsudzuku) - 128. Ormai sono finito (僕はもうおしまい?, Boku wa mō oshimai) |                                                                             |                  |                                                                            |
| 10 | 8 aprile 2024 | ISBN 978-4-253-28476-9 (ed. regolare) ISBN 978-4-253-22970-8 (ed. limitata) | 7 maggio 2025    | ISBN 978-88-349-3341-1                                                     |
| 10 | Capitoli - 129. Sono andato in ritiro (僕は合宿に来た?, Boku wa gasshuku ni kita) - 130. Sono andato al mare (僕は海に来た?, Boku wa umi ni kita) - 131. Non l'ho portato io (僕は持ってきてない?, Boku wa motte ki tenai) - 132. La nostra notte avanza (僕らの夜は更けていく?, Bokura no yoru wa fukete iku) - 133. Sono tra l'incudine e il martello (僕は板挟み?, Boku wa itabasami) - 134. Anch'io sono irritato (僕もムカつく?, Boku mo mukatsuku) - 135. Mi sono concentrato (僕は集中した?, Boku wa shūchū shita) - 136. Ho ricordato una cosa importante (僕は大切なことを思い出した?, Boku wa taisetsunakoto o omoidashita) - 137. Noi siamo liberi (僕らは自由だ?, Bokura wa jiyūda) - 138. Vado alla deriva (僕は漂流する?, Boku wa hyōryū suru) - 139. Noi girovaghiamo (僕らは彷徨う?, Bokura wa samayō) - 140. Siamo persone orribili (僕らはよくない人間たち?, Bokura wa yokunai ningen-tachi) |                                                                             |                  |                                                                            |
| 11 | 8 novembre 2024 | ISBN 978-4-253-28477-6 (ed. regolare) ISBN 978-4-253-28478-3 (ed. limitata) | 2 luglio 2025    | ISBN 978-88-349-3570-5                                                     |
| 11 | Capitoli - 141. (僕は間に入る?, Boku wa ma ni hairu) - 142. (僕は雑念だらけ?, Boku wa zatsunen-darake) - 143. (僕は油断している?, Boku wa yudan shite iru) - 144. (僕らはウソをついた?, Bokura wa uso o tsuita) - 145. (僕はフラれた男?, Boku wa furareta otoko) - 146. (僕は祭りどころじゃない?, Boku wa matsuri dokoro janai) - 147. (僕らはバレていた?, Bokura wa barete ita) - 148. (僕らは花火を知る?, Bokura wa hanabi o shiru) - 149. (僕は真面目に語りたい?, Boku wa majime ni kataritai) - 150. (僕は文化祭へ行く?, Boku wa bunkamatsuri e iku) - 151. (僕は諦めなかった?, Boku wa akiramenakatta) - 152. (僕は監督になった?, Boku wa kantoku ni natta) - 153. (僕らは創り上げた?, Bokura wa tsukuri ageta) - 154. (僕はどこにいても君を見つける?, Boku wa dokoni ite mo kimi o mitsukeru) |                                                                             |                  |                                                                            |
| 12 | 6 giugno 2025 | ISBN 978-4-253-28480-6 (ed. regolare) ISBN 978-4-253-28479-0 (ed. limitata) | —                | —                                                                          |
| 12 | Capitoli - 155. (私は物分かりのいい?, Watashi wa mono wakari no ii) - 156. (私は本音を言う?, Watashi wa hon'ne o iu) - 157. (私はなにをしているのか?, Watashi wa nani o shite iru no ka) - 158. (僕は朝帰りした?, Boku wa asagaeri shita) - 159. (私は寂しい?, Watashi wa sabishī) - 160. (私は背中を押された?, Watashi wa senaka o osa reta) - 161. (私たちは眠れない?, Watashitachi wa nemurenai) - 162. (僕は語ってしまう?, Boku wa katatte shimau) - 163. (僕は道を見つけたい?, Boku wa michi o mitsuketai) - 164. (僕は動き出す?, Boku wa ugokidasu) - 165. (僕は丸く収めたい?, Boku wa maruku osametai) - 166. (私はなにもいらない?, Watashi wa nani mo iranai) - 167. (僕らはなにも言えぬ?, Bokura wa nani mo ienu) - 168. (私はどこにいても君をみつける?, Watashi wa dokoni ite mo kimi o mitsukeru) |                                                                             |                  |                                                                            |

#### Capitoli non ancora in formatotankōbon
Questa lista è suscettibile di variazioni e potrebbe essere incompleta o non aggiornata.

- 169.  (僕はホームステイする?, Boku wa Hōmusutei suru)
- 170.  (僕らは朝を迎える?, Bokura wa asa o mukaeru)
- 171.  (僕は大人のふりをする?, Boku wa otona no furi o suru)
- 172.  (私たちは振り回され?, Watashitachi wa furimawasare)
- 173.  (私は誘われた?, Watashi wa sasowareta)
- 174.  (僕らはどう年を越すか?, Bokura wa dō toshi wo kosu ka)

### Anime

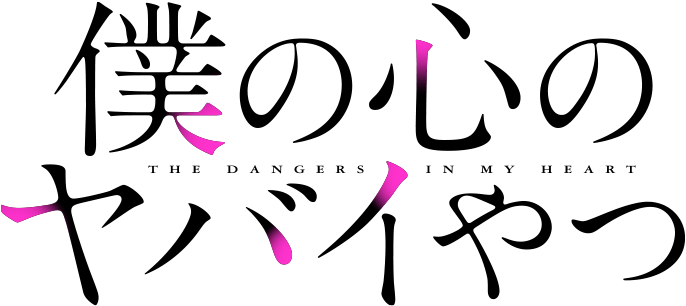
Logo della serie

Il 1º agosto 2022, è stato annunciato che la serie avrebbe ricevuto un adattamento anime. La serie è prodotta da Shin-Ei Animation e diretta da Hiroaki Akagi, con la sceneggiatura scritta da Jukki Hanada, il character design curato da Masato Katsumata e la musica composta da Kensuke Ushio. La serie è stata trasmessa dal 1º aprile al 17 giugno 2023 nel blocco NUMAnimation di TV Asahi. Le sigle sono rispettivamente Shayō (斜陽?) di Yorushika (apertura) e Sū Sentimental (数センチメンタル?, Sū Senchimentaru) di Kohana Lam. Un ONA basato sullo spin-off Boku no kokoro no yabai yatsu: Twi-Yaba è stato pubblicato il 10 dicembre 2023 su Prime Video.
Una seconda stagione è stata annunciata dopo la trasmissione del dodicesimo episodio ed è stata trasmessa dal 6 gennaio al 30 marzo 2024. La sigla d'apertura è Boku wa... (僕は...?) di Atarayo mentre quella di chiusura è Koi shiteru jibun sura aiserunda (恋してる自分すら愛せるんだ,?) di Kohana Lam. L'animazione della sigla d'apertura è realizzata con lo storyboard e la direzione di Tetsurō Araki, noto per aver diretto la serie anime L'attacco dei giganti, e prodotta con l'assistenza di Wit Studio.
Un film compilation con scene extra è stato annunciato durante l'evento "Fan Kansha Kikaku!!! TV Anime Boku no Kokoro no Yabai Yatsu Furikaeri Jōei-kai ~Bokura wa Futatabi Atsumatta" tenutosi il 29 settembre 2024.
In Italia la serie è edita da Yamato Video ed è stata pubblicata sul canale Anime Generation di Prime Video: in versione sottotitolata la prima stagione è stata distribuita dal 29 aprile 2023 al 17 giugno 2023, mentre la seconda stagione dal 9 gennaio 2024. Il doppiaggio italiano della prima stagione è stato pubblicato dal 24 ottobre 2023 al 9 gennaio 2024. Il doppiaggio della seconda stagione è stato pubblicato dal 29 novembre 2024 al 28 febbraio 2025. Il doppiaggio italiano è stato curato da X-Trim Solutions di Milano sotto la direzione di Patrizio Prata. L'adattamento dei dialoghi dell'edizione italiana è stato effettuato da Loris Bondesan (stagioni 1-2), Laura Cherubelli (stagione 1) e Andrea Rotolo (stagioni 1-2).

#### Episodi

##### Prima stagione
| Nº       | Titolo italiano Giapponese 「Kanji」 - Rōmaji                                        | In onda          | In onda          |
| Nº       | Titolo italiano Giapponese 「Kanji」 - Rōmaji                                        | Giapponese       | Italiano         |
| 1        | Io sono stato rapito 「僕は奪われた」 - Boku wa ubawareta                            | 1º aprile 2023   | 24 ottobre 2023  |
| 2        | Io sono morto 「僕は死んだ」 - Boku wa shinda                                        | 8 aprile 2023    | 31 ottobre 2023  |
| 3        | Io voglio abbracciarti 「僕は抱きしめたい」 - Boku wa dakishimetai                   | 15 aprile 2023   | 7 novembre 2023  |
| 4        | Io sono un malato mentale 「僕は心の病」 - Boku wa kokoro no yamai                   | 22 aprile 2023   | 14 novembre 2023 |
| 5        | Noi siamo stati lasciati indietro 「僕らははぐれた」 - Bokura wa hagureta            | 29 aprile 2023   | 21 novembre 2023 |
| 6        | Io l'ho sciolta 「僕は溶かした」 - Boku wa tokashita                                 | 6 maggio 2023    | 28 novembre 2023 |
| 7        | Noi ci siamo cambiati di posto 「僕らは入れ替わってる」 - Bokura wa irekawatteru     | 13 maggio 2023   | 5 dicembre 2023  |
| 8        | Io ho fatto un sogno 「僕は夢を見た」 - Boku wa yume o mita                          | 20 maggio 2023   | 12 dicembre 2023 |
| 9        | Io odio Yamada 「僕は山田が嫌い」 - Boku wa Yamada ga kirai                          | 27 maggio 2023   | 19 dicembre 2023 |
| 10       | Noi abbiamo camminato lentamente 「僕らはゆっくり歩いた」 - Bokura wa yukkuri aruita | 3 giugno 2023    | 26 dicembre 2023 |
| 11       | Noi ci assomigliamo un po' 「僕らは少し似ている」 - Bokura wa sukoshi niteiru        | 10 giugno 2023   | 2 gennaio 2024   |
| 12       | Io vorrei conoscermi meglio 「僕は僕を知ってほしい」 - Boku wa boku o shitte hoshī   | 17 giugno 2023   | 9 gennaio 2024   |
| 13 (ONA) | Twi-Yaba 「ツイヤバ」 - Tsui-Yaba                                                    | 10 dicembre 2023 | 29 novembre 2024 |

##### Seconda stagione
| Nº | Titolo italiano Giapponese 「Kanji」 - Rōmaji                                             | In onda          | In onda          |
| Nº | Titolo italiano Giapponese 「Kanji」 - Rōmaji                                             | Giapponese       | Italiano         |
| 1  | Noi stiamo cercando 「僕らは探している」 - Bokura wa sagashite iru                        | 6 gennaio 2024   | 6 dicembre 2024  |
| 2  | Io sto per diventare adulto 「僕は大人のなりかけ」 - Boku wa otona no nari kake           | 13 gennaio 2024  | 13 dicembre 2024 |
| 3  | Voglio stare con Yamada 「僕は山田と」 - Boku wa Yamada to                                | 20 gennaio 2024  | 20 dicembre 2024 |
| 4  | Per Yamada, io... 「山田は僕を」 - Yamada wa boku o                                       | 27 gennaio 2024  | 27 dicembre 2024 |
| 5  | Io voglio saperne di più 「僕は知りたい」 - Boku wa shiritai                              | 3 febbraio 2024  | 3 gennaio 2025   |
| 6  | Yamada è innamorata di me 「山田は僕が好き」 - Yamada wa boku ga suki                     | 10 febbraio 2024 | 10 gennaio 2025  |
| 7  | Noi siamo traboccanti 「僕らは溢れ出る」 - Bokura wa afure deru                           | 17 febbraio 2024 | 17 gennaio 2025  |
| 8  | Noi abbiamo fatto le ore piccole 「僕らは夜更かしした」 - Bokura wa yofukashi shita       | 24 febbraio 2024 | 24 gennaio 2025  |
| 9  | Noi l'abbiamo promesso 「僕らは約束した」 - Bokura wa yakusoku shita                      | 2 marzo 2024     | 31 gennaio 2025  |
| 10 | Io voglio avvicinarmi a Yamada 「僕は山田に近づきたい」 - Boku wa Yamada ni chikadzukitai | 9 marzo 2024     | 7 febbraio 2025  |
| 11 | Io non voglio perdere 「僕は負けたくない」 - Boku wa maketakunai                          | 16 marzo 2024    | 14 febbraio 2025 |
| 12 | Io voglio dirglielo 「僕は伝えたい」 - Boku wa tsutaetai                                  | 23 marzo 2024    | 21 febbraio 2025 |
| 13 | Il nostro amore più puro 「僕と私の恋心」 - Boku to watashi no koigokoro                  | 30 marzo 2024    | 28 febbraio 2025 |

## Accoglienza
Nell'agosto 2019, la serie si è classificata al quarto posto ai Next Manga Award nella categoria web manga. Nell'agosto 2020 si è classificata prima nella stessa categoria. Si è inoltre piazzata al terzo posto nella guida Kono manga ga sugoi! del 2020 e si è classificata al quarto posto al quarto Tsutaya Comic Award. Il manga è anche arrivato tredicesimo nelle raccomandazioni dei dipendenti della libreria giapponese Honya Club. È stato anche nominato per il Manga Taishō nel gennaio 2020. È arrivato quarto in un sondaggio condotto nel marzo 2020 che chiedeva alle persone quale manga desideravano di più vedere trasposto in un anime. Si è anche classificato al primo posto nello stesso sondaggio nel 2021.